# Nikolai Günter
Nikolai Maximowitsch Günter (em russo:  Николай Максимович Гюнтер; São Petersburgo, 17 de dezembro de 1871 — São Petersburgo, 4 de maio de 1941) foi um matemático soviético.